# 马醉木属
马醉木属（学名：Pieris）是杜鹃花科下的一个属，为常绿灌木或小乔木植物。该属共有约10种，分布于北美东北部和亚洲东南部。

## 物种
本属包括以下物种：
- 多花马醉木 Pieris floribunda
- 美丽马醉木 Pieris formosa
- 马醉木 Pieris japonica
- 长萼马醉木 Pieris swinhoei